# Europa i Azja LIVE
Europa i Azja LIVE – album koncertowy zespołu Sztywny Pal Azji z 2016 roku.

## Lista utworów
1. "Na moim strychu"
2. "Twoja imitacja"
3. "Spotkanie z..."
4. "Budujemy grób dla faraona"
5. "Strzelec i rak"
6. "Nic pewnego"
7. "Rock'n'rollowy robak"
8. "Turururum"
9. "Ile jest nocy"
10. "...póki młodość w nas"
11. "Europa i Azja"
12. "Przybycie Makbeta"
13. "Proces"
14. "Piękna dekada samobójców"
15. "Ja muszę"
16. "Nieprzemakalni (I)"
17. "To jest nasza kultura"
18. "Kurort"
19. "Wieża radości, wieża samotności"
20. "Nasze reggae"

## Twórcy
- Jarosław Kisiński – gitara, gitara akustyczna, chórki
- Leszek Nowak – fortepian, śpiew
- Paweł Nazimek – gitara basowa, chórki
- Zbigniew Ciaputa – perkusja
- Krystian Różycki - gitara akustyczna, instr. perkusyjne, chórki
- Wojciech Wołyniak - gitara, inst. klawiszowe